# Leucofaan

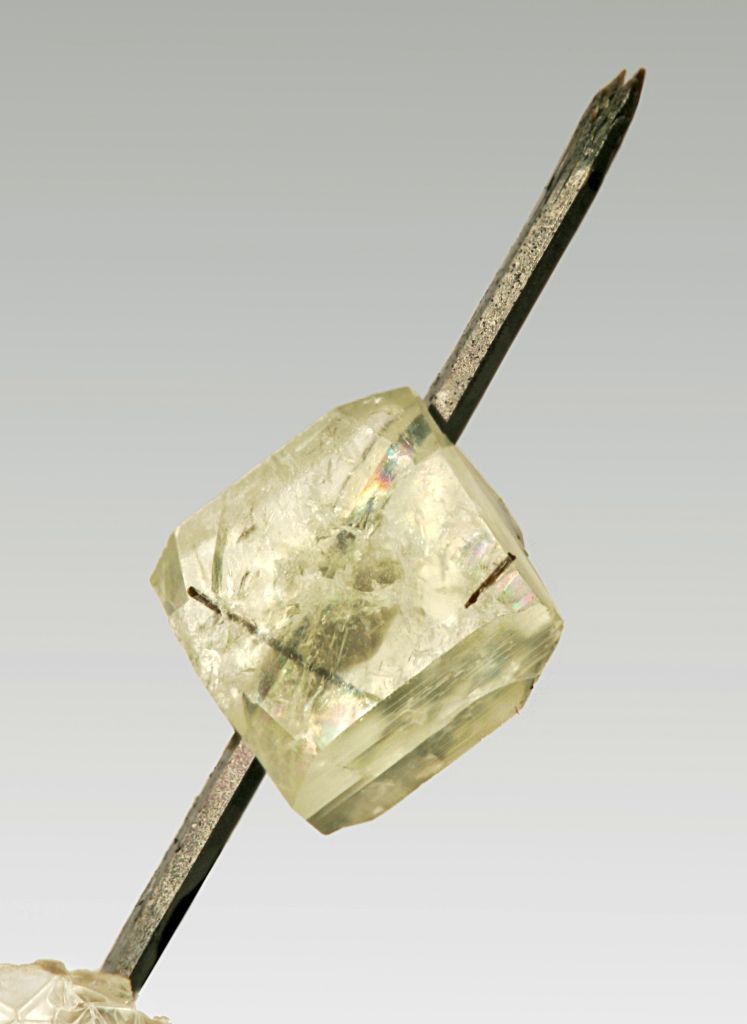
Stuk leucofaan, gevonden in de Canadese provincie Quebec, 4 à 5 mm groot

Het mineraal leucofaan is een fluor-houdend natrium-calcium-beryllium-silicaat met de chemische formule (Na,Ca)2BeSi2(O,OH,F)7. Het mineraal behoort tot de sorosilicaten.

## Eigenschappen
Het doorzichtig tot doorschijnend witte, groengele of groene leucofaan heeft een glasglans, een witte streepkleur en de splijting is goed volgens een onbekend kristalvlak. Leucofaan heeft een gemiddelde dichtheid van 2,96 en de hardheid is 4. Het kristalstelsel is triklien en het mineraal is niet radioactief.

## Naamgeving
De naam van het mineraal leucofaan is afgeleid van de Oudgriekse woorden λευκός, leukos ("wit") en φαίνειν, phainein ("schijnen"). Dit vanwege de vaak witte kleur van het mineraal.

## Voorkomen
Leucofaan komt algemeen voor in pegmatitische en metamorfe gesteenten. De typelocatie is het district Langesundfjord in Zuid-Noorwegen.